# Östanbyn, Sandvikens kommun
Östanbyn är ett bostadsområde i norra delen av tätorten Sandviken i Sandvikens kommun.

## Tätorten
1960 avgränsade SCB här en tätort med 355 invånare inom Sandvikens stad. 1970 hade tätorten vuxit samman med Sandvikens tätort. 2010 låg Östanbyn fortfarande inom den norra delen av Sandvikens tätort.

### Befolkningsutveckling
| Befolkningsutvecklingen i Östanbyn 1950–1965                                            | Befolkningsutvecklingen i Östanbyn 1950–1965 | Befolkningsutvecklingen i Östanbyn 1950–1965 | Befolkningsutvecklingen i Östanbyn 1950–1965 | Befolkningsutvecklingen i Östanbyn 1950–1965 |
| --------------------------------------------------------------------------------------- | -------------------------------------------- | -------------------------------------------- | -------------------------------------------- | -------------------------------------------- |
|                                                                                         |                                              |                                              |                                              |                                              |
| År                                                                                      |                                              |                                              | Folkmängd                                    | Areal (ha)                                   |
| 1950                                                                                    | 1950                                         |                                              | 430                                          | ##                                           |
| 1960                                                                                    | 1960                                         |                                              | 355                                          | 40                                           |
| 1965                                                                                    | 1965                                         |                                              | 308                                          | 38                                           |
| Anm.: Sammanvuxen med Sandviken 1970. ## Som tätort/befolkningsagglomeration 1920–1950. |                                              |                                              |                                              |                                              |